# Rhionaeschna californica
Rhionaeschna californica – gatunek ważki z rodziny żagnicowatych (Aeshnidae) blisko spokrewniony z kilkoma bardzo podobnymi gatunkami tzw. grupy Rhionaeschna variegata. 
Występuje powszechnie w Ameryce Północnej (od Meksyku po Kanadę). Długość ciała 48–64 mm. Rozmnaża się w małych zbiornikach z wodą stojącą lub wolno płynącą. Imagines latają wczesną wiosną. Dorosłe samce patrolują terytoria w pobliżu wody.